# Paradoxornis
Paradoxornis är ett släkte i familjen papegojnäbbar inom ordningen tättingar.

## Arter i släktet
Släktet omfattar tio arter:
- Vasspapegojnäbb (P. heudei)
- Svartbröstad papegojnäbb (P. flavirostris)
- Fläckbröstad papegojnäbb (P. guttaticollis)
- Större papegojnäbb (P. aemodius)
- Brun papegojnäbb (P. unicolor)
- Tretåig papegojnäbb (P. paradoxus)
- Gråhuvad papegojnäbb (P. gularis)
- Svartkronad papegojnäbb (P. margaritae)
- Vitbröstad papegojnäbb (P. ruficeps)
- Rosthuvad papegojnäbb (P. bakeri)

Tidigare inkluderades alla arter med trivialnamnet papegojnäbbar förutom större papegojnäbb i Paradoxornis. DNA-studier visar dock att den och den amerikanska arten messmyg (Chamaea fasciata) är inbäddade i släktet. Paradoxornis delades därför upp i ett antal mindre släkten: Neosuthora, Suthora, Chleuasicus, Sinosuthora, Cholornis och Psittiparus. Paradoxornis begränsades då till svartbröstad och fläckbröstad papegojnäbb, samt även vasspapegojnäbben.
En genetisk studie från 2019 (Cai et al) visade dock att den senare i själva verket är systerart till en grupp bestående av de övriga två Paradoxornis-arterna, men även Conostoma, Cholornis och Psittiparus. Författarna till studien rekommenderar att den lyfts ut till ett eget släkte, Calamornis. Tongivande International Ornithological Congress (IOC) följde rekommendationerna, men har därefter istället valt att inkludera Conostoma, Cholornis och Psittiparus i Paradoxornis, medan Chleuasicus, Sinosuthora och Neosuthora inkluderas i Suthora, baserat på relativt litet genetiskt avstånd, och denna linje följs här. Även Birdlife International har samma indelning.

## Familjetillhörighet
Cai et al bekräftar också resultaten från tidigare studier att papegojnäbbarna med släktingar står närmast sylviorna i Sylviidae. Dessa tidigare resultat har tagit som grund för taxonomiska auktoriteter att placera dem i en och samma familj, där Sylviidae har prioritet. Cai et al visar dock att dessa två grupper skilde sig åt för hela cirka 19 miljoner år sedan. IOC har därför valt att lyfta ut papegojnäbbarna till en egen familj, Paradoxornithidae.